# Granpa
Vous lisez un « bon article » labellisé en 2012.
Pour plus de détails, voir Fiche technique et Distribution.
Granpa est un film d'animation britannique réalisé par Dianne Jackson, sorti en 1989.
Il s'agit d'une adaptation d'un livre de contes écrit en 1984 par John Burningham. Il est d'abord diffusé sur Channel 4 puis il est distribué au format VHS par Universal Pictures.
La réalisatrice, Dianne Jackson, avait déjà adapté Le Bonhomme de neige de Raymond Briggs en film d'animation. Le film est illustré à la main et au crayon de couleur, afin d'imiter le style du livre de Burningham. Howard Blake compose la musique du film et écrit également son script. Les voix de Granpa et d'Emily sont respectivement interprétées par Peter Ustinov et Emily Osborne.
Coûteux à produire, Granpa remporte le Prix Jeunesse International pour l'excellence de la programmation télévisuelle pour enfants en 1990.

## Synopsis
Granpa est centré sur la relation entre une petite fille, Emily, et son grand-père (« Granpa »), plein de bonté mais malade. L'innocence espiègle d'Emily est mise en contraste avec la faiblesse croissante de Granpa. Conscient que ses jours sont comptés, il partage les souvenirs de ses aventures sous forme de contes.
Il commence par une description de son enfance et de sa jeunesse au début du XXe siècle. Il enchaîne avec d'autres contes, parmi lesquels un conte de chevalerie de Saint-Georges et le dragon, une partie de pêche qui se termine par un parcours sur la Tamise sur le dos d'une baleine bleue, un voyage en bord de mer qui se transforme en reconstitution de la Bataille d'Angleterre, et une histoire inspirée de l'Arche de Noé où la maison de Granpa est submergée, entraînant celui-ci et Emily à accueillir des animaux exotiques.
Granpa se fait alors de plus en plus fragile. Finalement, Emily se retrouve seule avec une chaise vide et le chien de Granpa.

## Fiche technique
- Titre original : Granpa
- Réalisation : Dianne Jackson

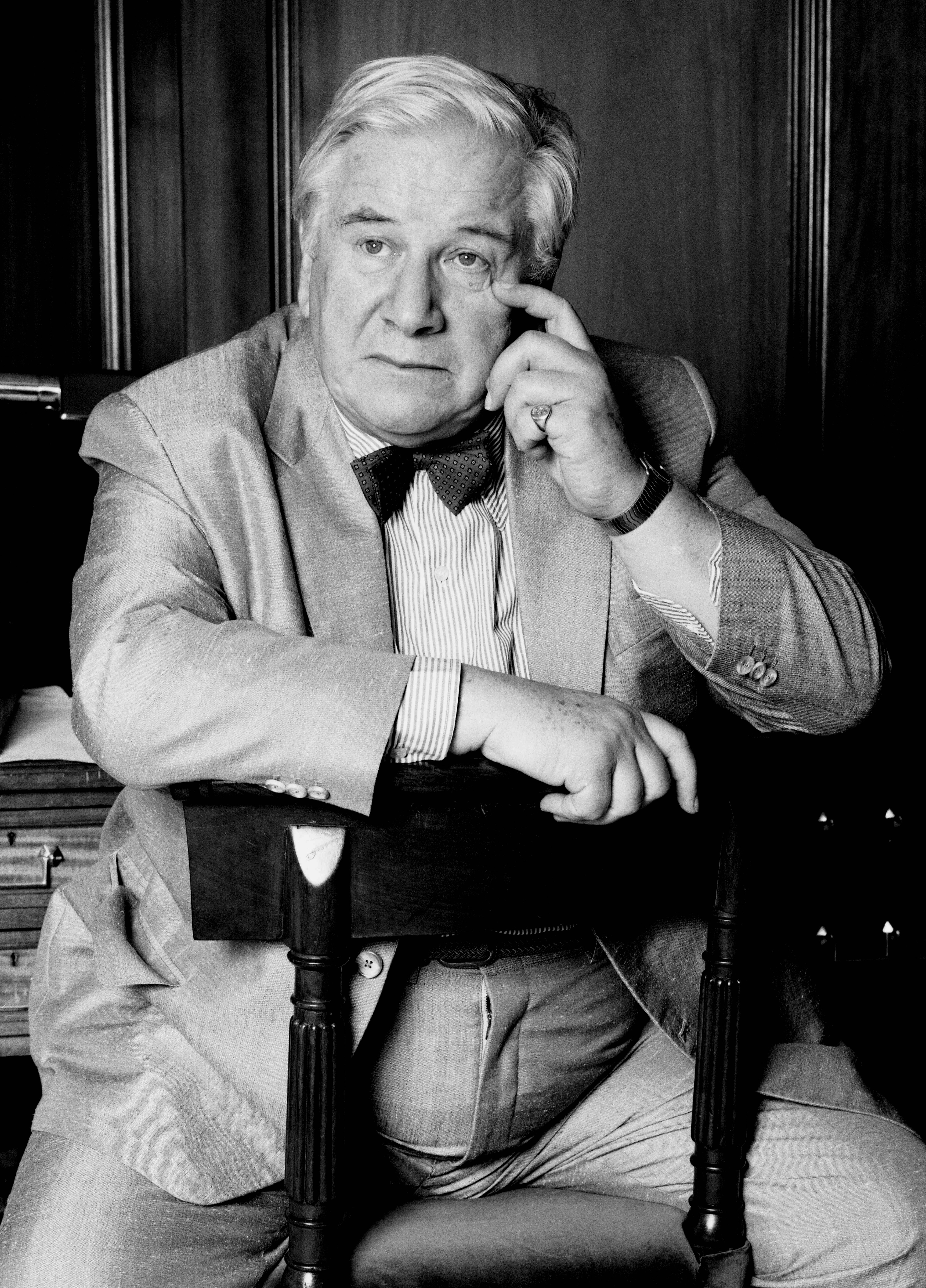
Peter Ustinov, interprète de Granpa.

- Scénario : John Burningham et Dianne Jackson
- Direction artistique : Loraine Marshall
- Son : Mike Ross-Trevor
- Montage : Taylor Grant
- Musique : Howard Blake
- Producteur : John Coates
- Producteur exécutif : Paul Madden
- Sociétés de production : TVC Granpa, TVS Television, Channel 4 Television Corporation, TVC London
- Société de distribution : Channel 4 Television Corporation
- Budget : Plus d'un million de livres
- Pays d'origine : Royaume-Uni
- Langue originale : Anglais
- Genre : Animation
- Durée : 26 minutes
- Date de première diffusion :  Royaume-Uni : 31 décembre 1989[2]

## Distribution
- Peter Ustinov : Granpa
- Emily Osborne : Emily

## Production
En 1984, à la suite du succès du film de Noël Le Bonhomme de neige (The Snowman d'après le titre original en anglais), Channel 4 commande un autre film d'animation aux studios TVC. Le producteur John Coates s'approche de Dianne Jackson et de Howard Blake pour leur suggérer d'en concevoir un en s'inspirant de Granpa, un livre de contes illustrés de John Burningham. Howard Blake se montre d'abord réticent en raison de la fin bouleversante du livre, mais change d'avis après avoir vu la réaction de sa propre fille à la mort de son grand-père.
Le film est entièrement financé par Channel 4 et coûte, selon John Coates, plus d'un million de livres. Il est diffusé pour la première fois sur la chaîne le 31 décembre 1989 à 18 h 30 heure locale. Il sort ensuite en VHS.

## Musique
La musique est composée par Howard Blake. Les morceaux sont interprétés par un opéra miniature, dont la voix dominante est celle du personnage principal de chaque conte, accompagnée par la chorale du collège de Wroughton (Chorale de l'Année selon la BBC) et de l'orchestre Sinfonia of London.
Le morceau du générique de fin, Make Believe, est interprété par Sarah Brightman et a pour contre-mélodie le thème d’Auld Lang Syne. Il est par ailleurs sorti en single.

## Accueil
Le film remporte le Prix Jeunesse International pour l'excellence de la programmation télévisuelle pour enfants en 1990. Le site de critiques Rotten Tomatoes qualifie le film de « sensible et porteur d'un message de vie ».
Fiona Collins remarque dans Turning the Page: Children's Literature in Performance and the Media que la fin du livre de Burningham est laissée ouverte avec Emily qui reste seule à contempler la mort de son grand-père, exprimant un sentiment de vide et de solitude ; le film propose en revanche une interprétation plus précise : sa mort est explorée à travers le souvenir qu'Emily a de lui, comblant le chagrin ressenti par une « célébration de la vie ». Fiona Collins suggère que cela est probablement dû au fait qu'une fin trop dure et ambiguë aurait été pénible à voir pour les enfants.
Granpa a rarement été rediffusé, et n'est jamais sorti en DVD. Toonhound.com fait valoir que le film pousse encore plus loin les thèmes développés par Le Bonhomme de neige, en explorant des aspects de la vie rarement abordés dans des films d'animation. Paul Madden déclare, dans la nécrologie de Dianne Jackson en 1993, que le film « a eu moins de succès populaire que The Snowman mais a peut-être plus stimulé la créativité de Dianne Jackson car il a demandé une approche plus subtile ».

## Source de traduction
- (en) Cet article est partiellement ou en totalité issu de l’article de Wikipédia en anglais intitulé « Granpa » (voir la liste des auteurs).